# Райт, Кэмпбелл
Кэмпбелл Макрэй Райт (англ. Campbell McRae Wright; род. 25 мая 2002, Роторуа, Бей-оф-Пленти) — новозеландский и американский биатлонист. Двукратный серебряный призёр чемпионата мира 2025 года. Первый представитель Новой Зеландии, набиравший очки в зачете Кубка мира.

## Биография
В биатлон пришел в 2019 году. Довольно быстро Райту удалось переписать все рекорды своей страны в биатлоне: он попадал в призы на юниорском Кубке мира и в 2020 году занял шестое место в спринте на чемпионате мира среди юниоров в швейцарском Ленцерхайде.

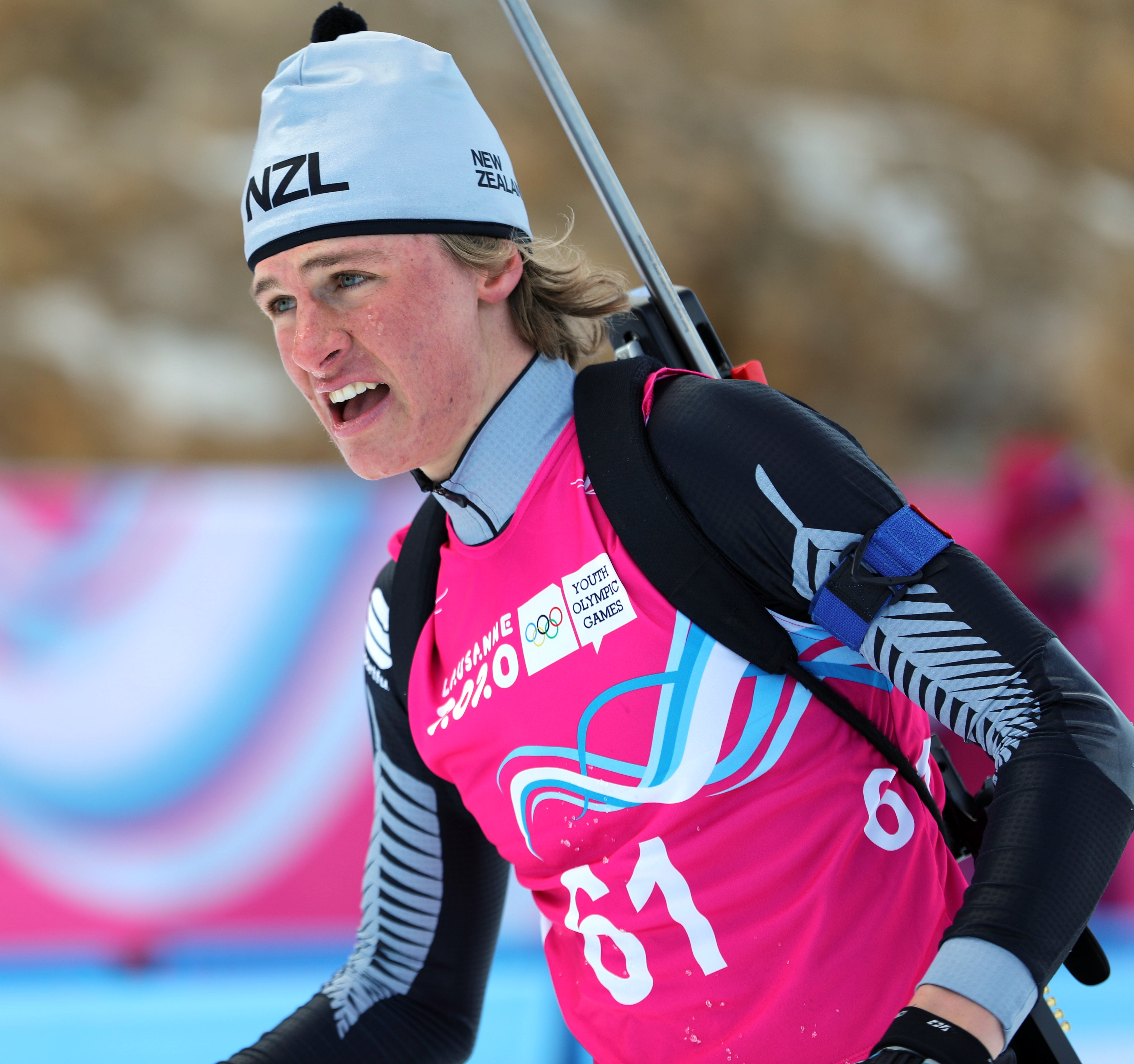
Зимние юношеские Олимпийские игры 2020

На зимних юношеских Олимпийских играх 2020 года в Лозанне в биатлоне занял 4-е место в спринте (2,8 сек от бронзы) и 6-е место в гонке преследования. Также выступал в трёх дисциплинах лыжных гонок, но выше 22-го места не поднимался.
В сезоне 2021/22 Райт дебютировал на взрослом Кубке мира. В рамках первого года в элите ему удалось заработать очки в общий зачет турнира. 20 января 2022 года новозеландец занял 15-е место в индивидуальной гонке на седьмом этапе итальянской Антерсельве. Этот результат позволил Кэмпбеллу стать первым биатлонистом из Океании, отобравшимся в масс-старт. В нем он с 8 промахами занял последнее 30-е место.
В 2021 году принял участие в лыжных дисциплинах чемпионате мира в немецком Оберстдорфе, где занял 103-е место в гонке на 15 км коньком, а до этого показал второй результат в квалификации на турнир.
Перед Олимпийскими играми 2022 года в Пекине Райту предлагали перейти в сборную США, где спонсоры готовы были обеспечить его финансовую поддержку. Родители спортсмена имеют американское гражданство, что должно упростить процесс натурализации биатлониста.
В феврале 2023 года на чемпионате мира по биатлону в Оберхофе занял 20-е место в индивидуальной гонке, допустив два промаха. В спринте и гонке преследования занимал места в пятом десятке.
11 марта 2023 года стал победителем на юниорском чемпионате мира в спринте.
С 1 июля 2023 года представляет на международных соревнованиях США.
На чемпионате мира по биатлону 2024 года в Нове-Место занял 11-е место в спринте, не допустив ни одного промаха (чуть более минуты отставания от чемпиона). В гонке преследования стал 12-м с 2 промахами. Также Райт бежал в составе сборной США в мужской эстафете, где американцы заняли пятое место, уступив сборным Швеции, Норвегии, Франции и Германии.
На этапе кубка мира в Контиолахти в сезоне 24/25 впервые попал в цветочную церемонию, заняв 4-е место в спринте. Первый подиум удалось завоевать в этом же сезоне на чемпионате мира в Ленцерхайде, там Кэмпбелл поднялся на вторую ступеньку пьедестала, уступив 27,7 секунд Йоханнесу Бё. 
На чемпионате мира 2025 года в Ленцерхайде 22-летний Райт сенсанционно стал серебряными призёром сначала в спринте (0 промахов), а затем и в гонке преследования (1 промах). Оба раза Райт проиграл только Йоханнесу Тиннесу Бё. В индивидуальной гонке занял 23-е место с 4 промахами. Также выступал в сингл-миксте (16-е место) и смешанной эстафете (19-е место).

## Результаты на крупнейших соревнованиях в биатлоне

### Олимпийские игры
| Олимпийские игры | Индивид. гонка | Спринт | Гонка преследования | Масс-старт | Эстафета | Смешанная эстафета |
| ---------------- | -------------- | ------ | ------------------- | ---------- | -------- | ------------------ |
| 2022 Пекин       | 32             | 75     | —                   | —          | —        | —                  |

### Чемпионаты мира
| Чемпионат мира   | Индивид. гонка | Спринт | Гонка преследования | Масс-старт | Эстафета | Смешанная эстафета | Сингл-микст |
| ---------------- | -------------- | ------ | ------------------- | ---------- | -------- | ------------------ | ----------- |
| 2021 Поклюка     | —              | 74     | —                   | —          | —        | —                  | —           |
| 2023 Оберхоф     | 20             | 46     | 45                  | —          | —        | —                  | —           |
| 2024 Нове-Место  | 20             | 11     | 12                  | 18         | 5        | —                  | 7           |
| 2025 Ленцерхайде | 23             | 2      | 2                   |            |          | 19                 | 16          |

### Кубок мира
| Сезон     | Индивидуальная | Индивидуальная | Спринт | Спринт | Преследование | Преследование | Масс-Старт | Масс-Старт | Общий зачёт | Общий зачёт |
| Сезон     | Очки           | Место          | Очки   | Место  | Очки          | Место         | Очки       | Место      | Очки        | Место       |
| --------- | -------------- | -------------- | ------ | ------ | ------------- | ------------- | ---------- | ---------- | ----------- | ----------- |
| 2020/2021 | —              | —              | —      | —      | —             | —             | —          | —          | —           | —           |
| 2021/2022 | 26             | 27-е           | 17     | 74-е   | 10            | 68-е          | 2          | 48-е       | 64          | 55-е        |
| 2022/2023 | 2              | 63-е           | 31     | 44-е   | 22            | 51-е          | —          | —          | 55          | 55-е        |
| 2023/2024 | 34             | 27-е           | 82     | 29-е   | 77            | 27-е          | 23         | 36-е       | 216         | 31-е        |
| 2024/2025 | 24             | 36-е           | 142    | 13-е   | 77            | 20-е          | 36         | 24-е       | 279         | 18-е        |